# María Soledad Buendía Herdoiza

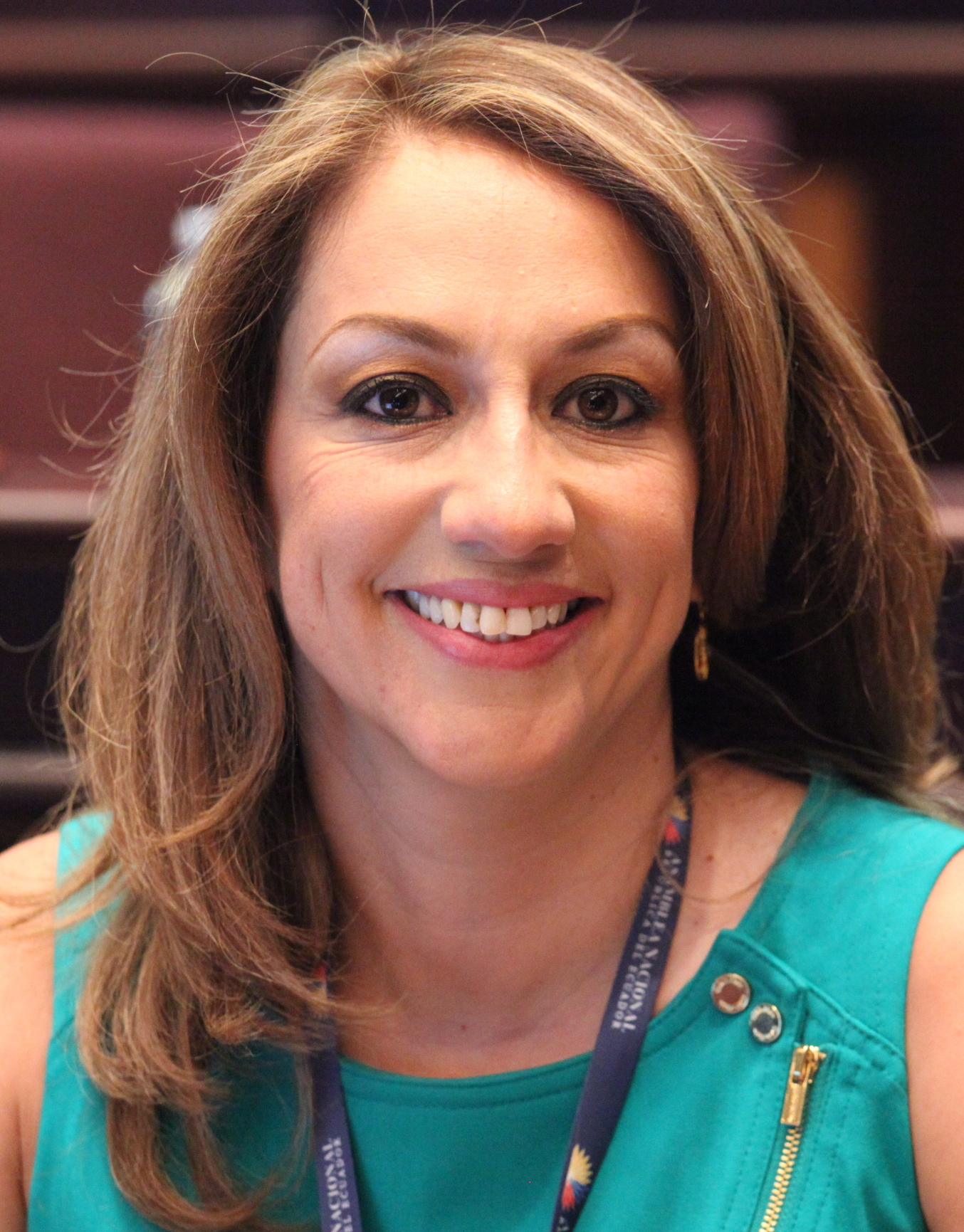
María Soledad Buendía Herdoiza

María Soledad Buendía Herdoiza (* 8. November 1968 in Quito) ist eine ecuadorianische Unternehmensführungs-Ingenieurin und Politikerin, die seit 14. Mai 2013 Abgeordnete der Nationalversammlung von Ecuador ist.
Sie ist mit Edwin Jarrín verheiratet.

## Studien
Sie ist Master der Politikwissenschaft der Facultad Latinoamericana de Ciencias Sociales.
Sie absolvierte einen Studiengang Gute Regierungsführung und gesellschaftliches Geschlecht an der Universidad Católica del Ecuador. Sie verfügt über ein Diplom der Methodik der Fremdsprachenvermittlung sowie eines des universitären Lehrbetriebes der Universidad Nacional de Trujillo. Sie verfügt über ein Diplom des rechtswissenschaftlichen Geschlechts und der Menschenrechte der Facultad Latinoamericana de Ciencias Sociales. Sie ist Unternehmensführungs-Ingenieur der Universidad Metropolitana (Ecuador). An der Universidad Central del Ecuador studierte sie Öffentliche Verwaltung und Wirtschaftswissenschaft. Am Instituto Superior Tecnológico Rumiñahui studierte sie Unternehmensführung. Am ikonomičeski institut 'Karl Marx' in Sofia studierte sie Volkswirtschaft. Am Colegio franco-ecuatoriano La Condamine erwarb sie das Baccalauréat.

## Werdegang
Seit 1988 engagiert sie sich für Menschenrechte. Sie war Beraterin des Entwicklungsfonds der Vereinten Nationen für Frauen. Sie übte Beraterfunktionen zu den Themen Politik und Gute Regierungsführung aus. Sie dozierte Politikwissenschaft. Sie koordinierte verschiedener Projekte für Frauengruppen und Konfliktmanagement.
Von August bis November 2012 vertrat sie Betty Tola als Koordinierungsministerin für Politik und dezentrale autonome Regierungen in der Regierung von Rafael Correa. Betty Tola war zwischenzeitlich zurückgetreten, nachdem Präsident Rafael Correa sie für Änderungen verantwortlich gemacht hatte, die in den Reformen des Gesetzes über Helden und Heldinnen eingeführt wurden, die er als verfassungswidrig ansah.

## Abgeordnete
2013 und 2017 wurde sie als Kandidatin der PAIS Alliance in die Nationalversammlung (Ecuador) gewählt.
Sie ist Volksvertreterin der 33 ländlichen Gemeinden des Quito Metropolitan District als Abgeordnete für Pichincha. In ihrer ersten Legislaturperiode wurde das Projekts «Gesetzgeber für einen Tag» in der Kommission für wirtschaftliche Entwicklung unter dem Vorsitz von Juan Carlos Cassineli in Szene gesetzt.
In ihrem ersten Jahr stimmte sie mit Paola Pabón und Gina Godoy für einen Antrag auf Entkriminalisierung der Abtreibung bei Vergewaltigungen, woraufhin sie von der Regierung Rafael Correas sanktioniert wurde. Sie sprach sich auch in ecuadorianischen Publikationen gegen Sexismus aus. Im Fall von Diario Extra reichte sie eine Beschwerde ein und drängte auf Sanktionen gegen die Zeitung, da ein „Lunes Sexi“ -Segment veröffentlicht wurde, das für Frauen erniedrigend war.
In ihrer zweiten Legislaturperiode in der Nationalversammlung hat sich Buendía während seiner Suspendierung aus der Vizepräsidentschaft für Jorge Glas ausgesprochen.
Sie moderierte auch das Radioprogramm, «Un Buen Día Con Sol». Im Mai 2016 wurde sie als Nachfolgerin von Lidice Larrea zur Präsidentin der Kommission für wirtschaftliche, produktive und Kleinstunternehmensentwicklung der Nationalversammlung ernannt.
Sie ist aktives Mitglied der Revolución Ciudadana, in Ecuador wird sie politisch verfolgt, sie erhielt Morddrohungen und folgte Gabriela Rivadeneira vom 14. Oktober 2019 bis 9. Januar 2020 mit ihrem Ehemann Edwin Jarrín, dem Abgeordneten Luis Fernando Molina, dem Abgeordneten Carlos Viteri, dessen Ehefrau Tania Pauker in das Asyl der mexikanischen Botschaft in Quito.
Am 9. Januar 2020 wurde die Gruppe aus Quito nach Mexiko exiliert.
| Vorgänger  | Amt | Nachfolger |
| ---------- | --- | ---------- |
| Betty Tola | Ministra Coordinadora de la Política Gobiernos Autónomos Descentralizados August bis November 2012                | Betty Tola |
| —          | Abgeordnete für den Wahlkreis Distrito 3 Provinz Pichincha in der Nationalversammlung (Ecuador) Seit 14. Mai 2013 | —          |